# Лісний Бор
Лісни́й Бор (рос. Лесной Бор, ерз. Вирь Кярьгоня) — присілок у складі Атюр'євського району Мордовії, Росія. Входить до складу Стрільниковського сільського поселення.
Населення — 17 осіб (2010; 52 у 2002).
Національний склад станом на 2002 рік:
- мордва — 100 %